# 謝謝台湾計画
謝謝台湾計画（シエシエたいわんけいかく）は、東日本大震災に寄せられた台湾からの支援に対して、日本人の民間人有志が計画した台湾紙上への感謝広告の掲載計画。感謝広告は2011年5月3日、台湾主要2紙の朝刊に掲載された。

## 概要
東日本大震災から1か月後の2011年4月11日、日本政府は、東日本大震災への支援を感謝する菅直人首相のメッセージ広告を掲載した。広告は「Thank you for the Kizuna（絆）」と題され、英『フィナンシャル・タイムズ』、米『ウォールストリート・ジャーナル』、『インターナショナル・ヘラルド・トリビューン』など、大韓民国、アメリカ合衆国、中華人民共和国、イギリス、ロシア、フランスの6か国の7紙に掲載されたが、世界最大の義捐金支援を行った台湾に対しては、菅首相名義の感謝状を馬英九総統、呉敦義行政院長、楊進添外交部長に送ったものの、当地の新聞への感謝広告は行われなかった。
台湾からは、震災からの1カ月足らずで109億円以上、同年5月上旬では約160億円の義捐金が集まった。最終的に台湾からの義援金は200億円を突破し世界最大となる。しかし、日本政府は各国の主要紙に感謝広告を載せる一方で、台湾の新聞に感謝広告を寄稿しなかった。このため日本人デザイナーが個人の企画としてツイッターで広告掲載を呼びかけたところ日本各地から数日で1900万円以上にのぼる寄付金が寄せられたため、この寄付金により日本国民有志という形で広告掲載を行った。なお、この際の余剰金については日本赤十字社に寄付が行われた。同年5月3日、「ありがとう、台湾」と題したお礼広告が台湾紙『聯合報』（朝刊9面）と『自由時報』（朝刊5面）に掲載された。